# Jelena Walerjewna Tschalowa
Jelena Walerjewna Tschalowa (russisch Елена Валерьевна Чалова, engl. Transkription Elena Valeryevna Chalova; * 16. Mai 1987 in Ufa, Sowjetunion) ist eine ehemalige russische Tennisspielerin.

## Karriere
Tschalowa, die am liebsten auf Hartplätzen spielte, begann im Alter von sieben Jahren mit dem Tennis.
Sie gewann während ihrer Karriere acht Einzel- und neun Doppeltitel des ITF Women’s Circuits. Auf der WTA Tour sah man sie erstmals bei Tashkent Open 2009, zusammen mit Nikola Fraňková im Doppel. Ihre Erstrundenpartie verloren sie gegen Wolha Hawarzowa/Tazzjana Putschak mit 2:6 und 3:6.
Ihre letzte Turnierteilnahme hatte sie 2011 bei einem ITF-Turnier in Stockholm. Sowohl im Einzel und Doppel schied sie in der ersten Runde aus.

## Turniersiege

### Einzel
| Nr. | Datum          | Turnier       | Kategorie   | Belag     | Finalgegnerin        | Ergebnis       |
| --- | -------------- | ------------- | ----------- | --------- | -------------------- | -------------- |
| 1.  | Juni 2004      | Protwino      | ITF $10.000 | Hartplatz | Wassilissa Bardina   | 6:2, 6:1       |
| 2.  | Juli 2005      | Krasnoarmeisk | ITF $10.000 | Hartplatz | Irina Bulykina       | 6:4, 6:0       |
| 3.  | August 2005    | Rebecq        | ITF $10.000 | Sand      | Noémie Scharle       | 6:1, Aufgabe   |
| 4.  | September 2005 | Lleida        | ITF $10.000 | Sand      | Núria Roig           | 6:2, 3:6, 7:61 |
| 5.  | Juli 2006      | Chongqing     | ITF $25.000 | Hartplatz | Zhang Shuai          | 6:4, 4:6, 6:2  |
| 6.  | Februar 2008   | Portimão      | ITF $10.000 | Hartplatz | Nina Brattschikowa   | 6:4, 6:4       |
| 7.  | März 2008      | Kairo         | ITF $10.000 | Sand      | Alexandra Cadanţu    | 6:2, 6:3       |
| 8.  | August 2009    | Almaty        | ITF $25.000 | Hartplatz | Oksana Kalaschnikowa | 6:3, 6:4       |

### Doppel
| Nr. | Datum          | Turnier     | Kategorie   | Belag           | Partnerin            | Finalgegnerinnen                     | Ergebnis         |
| --- | -------------- | ----------- | ----------- | --------------- | -------------------- | ------------------------------------ | ---------------- |
| 1.  | August 2005    | Bad Saulgau | ITF $10.000 | Sand            | Ivanna Isroilova     | Sandra Martinović Darija Jurak       | 6:4, 4:6, 6:4    |
| 2.  | September 2005 | Durmersheim | ITF $25.000 | Sand            | Danica Krstajić      | Adriana Barna Caroline Schneider     | 4:6, 6:4, 6:4    |
| 3.  | Oktober 2008   | Lagos       | ITF $25.000 | Hartplatz       | Walerija Sawinych    | Rushmi Chakravarthi Isha Lakhani     | 6:7, 6:3, [10:7] |
| 4.  | Januar 2009    | Kaarst      | ITF $10.000 | Teppich (Halle) | Marina Melnikowa     | Julia Babilon Franziska Etzel        | 6:3, 6:2         |
| 5.  | Juli 2009      | Zwevegem    | ITF $25.000 | Sand            | Darija Jurak         | Yurika Sema Aurélie Védy             | 6:1, 6:4         |
| 6.  | August 2009    | Almaty      | ITF $25.000 | Hartplatz       | Oksana Kalaschnikowa | Nina Brattschikowa Ágnes Szatmári    | 6:1, 6:0         |
| 7.  | September 2009 | Denain      | ITF $50.000 | Sand            | Xenija Lykina        | Magdalena Kiszczyńska Teodora Mirčić | 6:4, 6:3         |
| 8.  | Oktober 2009   | Limoges     | ITF $25.000 | Sand            | Oksana Kalaschnikowa | Florence Haring Violette Huck        | 4:6, 6:3, [10:4] |
| 9.  | Dezember 2010  | Dubai       | ITF $10.000 | Hartplatz       | Xenija Palkina       | Tetjana Arefyewa Juliana Fedak       | 6:2, 6:4         |